# Antoni Bergós i Massó
Antoni Bergós i Massó (Lleida, 1899 - Barcelona, 1986) fou un polític, enginyer agrícola i advocat català.

## Biografia
Va néixer el 1899 a la ciutat de Lleida. Va estudiar enginyeria agrícola a l'Escola d'Agricultura de la Mancomunitat de Catalunya i dret a la Universitat de Saragossa. Instal·lat a la seva ciutat natal va exercir l'advocacia, destacant així mateix per l'impuls que donà a l'Ateneu Lleidatà, la Cambra de Comerç de Lleida i l'Assemblea General de la Confederació Hidrogràfica de l'Ebre. També va dirigir la revista cultural Vida Lleidatana i la revista política Occident.
L'any 1981 fou guardonat amb la Creu de Sant Jordi per part de la Generalitat de Catalunya. Morí el 1986 a la ciutat de Barcelona.

## Activitat política
Líder d'Acció Catalana i del Partit Catalanista Republicà a la ciutat de Lleida, el convertí en membre de la Paeria de Lleida i el 1931 cap de la majoria republicana a la paeria. Així mateix formà part de la Ponència de la Divisió territorial de Catalunya que finalitzà en la promulgació de la Divisió comarcal de 1936.
Condemnat a mort després de la Guerra Civil espanyola, pena però commutada per la presó, passà quatre anys reclòs i finalment fou alliberat després d'haver-se revisat el seu sumari. Posteriorment es traslladà a Barcelona, on reprengué la seva activitat com a advocat.